# STS-90
是历史上第八十九次航天飞机任务，也是哥倫比亞號太空梭的第二十二次太空飞行。

## 任务成员
- 理查德·希尔佛斯（Richard A. Searfoss，曾执行、以及任务），指令长
- 斯科特·阿尔特曼（Scott D. Altman，曾执行、以及任务），飞行员
- 理查德·林奈（Richard M. Linnehan，曾执行、以及任务），任务专家
- 达迪德·莱斯·威廉姆斯（Dafydd Rhys Williams，加拿大宇航员，曾执行任务），任务专家
- 凯瑟琳·海尔（Kathryn P. Hire，曾执行任务），任务专家
- 杰·巴克利（Jay C. Buckey，曾执行任务），有效载荷专家
- 詹姆斯·帕维尔齐克（James A. Pawelczyk，曾执行任务），有效载荷专家

### 替补有效载荷专家
- 亚历山大·邓拉普（Alexander W. Dunlap）
- 向井千秋